# 2013年7月逝世人物列表
2013年逝世人物列表：1月 - 2月 - 3月 - 4月 - 5月 - 6月 - 7月 - 8月 - 9月 - 10月 - 11月 - 12月
2013年7月逝世人物列表，是用于汇总2013年7月期间逝世人物的列表。

## 依日期排序

### 1日
- 李怡萱，16歲，中華民國馬術女運動員，墮馬意外導致肝臟爆裂而死。[1]
- 武智文雄，86歲，前日本職業棒球運動員。心臟衰竭而死。[2]
- 陳烈民，87歲，中國政治人物，原石油工業部黨組副書記、副部長，黑龍江省人大常委會原副主任。病逝。[3]
- 吳中瑞，100歲，中國人民解放軍軍人，副軍職離休干部、河北省軍區政治部原副主任。病逝。 [4]

### 2日
- 茀絲亞·福阿德，91歲，伊朗最後的國王穆罕默德-禮薩·巴勒維的第一任妻子，伊朗皇后(1941-1948)和埃及公主 。[5][6]
- 道格·恩格尔巴特，（Doug Engelbart），88岁，美國發明家，鼠标的发明者。死於腎衰竭。[7][8]
- 李國修，57歲，台灣劇作家，編劇、導演、演員及屏風表演班藝術總監，死於大腸癌。[9]
- 加賀八郎，55歲，日本貝斯手，傑尼斯事務所所屬搖滾樂隊「THE GOOD-BYE」, 死於多發性骨髓腫.[10]
- 孙铁珩，75岁，中国工程院院士，土壤学家（页面存档备份，存于）

### 3日
- 王歡，43歲，中國大陸中央電視台電影頻道《節目預告》編導、主持人，《下周電影》主持人，死於癌症。[11][12]

### 4日
- 芭尼·諾蘭（Bernie Nolan），52歲，愛爾蘭演員、歌手，前英國著名組合The Nolans成員，死於乳癌。[13][14]
- 洪仲丘，24歲，中華民國國軍陸軍六軍團裝甲542旅運輸排義務役下士。[15]

### 5日
- 詹姆斯·麥可闊爾杯（James McCoubrey），111歲，美國人，男性在世第二年長者(2013年5月23日～2013年7月5日)。[16]
- 迪多·塔拉瓦爾沙 (Tito Traversa)，12歲，義大利登山客。[17]

### 6日
- 陳奕睿，25歲；彭祥億，30歲，台灣隊員，任職新北市政府消防局泰山分隊, 於本日下午搶救轄區內一間傢俱倉庫火警時殉職。[18]
- 金子勇，43歲，日本程式設計師、大學教師，死於心肌梗塞。[19]
- 秦燦石，85歲，中國大陸棉花栽培專家、中華民國總統馬英九的舅舅。病逝.[20]
- 羅星漢，活躍於1960年代至70年代的緬甸毒梟，1990年代後從商成立亞洲世界集團（Asia World Group）。聯合新聞網（页面存档备份，存于）
- 多傑才旦（藏語：རྡོ་རྗེ་ཚེ་བརྟན་，威利转写：rdo rje tshe brtan，藏语拼音：Doje Cedain）, 88歲, 中國大陸西藏自治區人民政府原主席，中央統戰部原顧問，中國藏學研究中心原黨組書記兼總幹事. 病逝.[21]
- 王琳佳，17歲；葉夢圓，16歲，韓亞航空214號班機空難的中國籍死難者。[22]

### 9日
- 吉田昌郎，58歲，前福島第一核電站站長，死於食道癌[23]。
- 王江地，76歲, 前直涼醒獅團教練, 病逝.[24]
- 乙P，(日語：乙 P），多稱或，25歲，VOCALOID著名影音創作者，死於單車事故。[25]
- 張伯毅（Jeffrey P. Chang），97歲，中華民國中央研究院第一十屆(生命科學組)院士。[26]

### 10日
- 郭毅力，56歲，中國武警西藏总队司令员，死於突发心脏病。[27]

### 11日
- 藤田壽江，92歲，已故日本<<笛方一噌>>流派能樂師藤田大五郎之妻子，死於虛血性心臟衰竭。[28]

### 12日
- 曾成杰，55歲，中華人民共和國死刑犯，湘西集資案主角，因犯集資詐騙罪12日上午被長沙市中級人民法院判處執行槍決。[29]
- 高橋隆子，本名高橋和子，81歲，日本作家，心臟衰竭而死。[30]
- 劉易芃，16歲，韓亞航空214號班機空難的中國籍死難者。七日後救治無效身亡。[31]
- 阿馬爾博斯（Amar Bose），83歲，美國商人，电气和音响工程师，音響品牌BOSE創辦人，病逝。[32]

### 13日
- 柯瑞·蒙提斯（Cory Monteith），31歲，美國演員、電視影集《歡樂合唱團》（Glee）男主角。疑酒精混合毒品損害身亡.[33]

### 14日
- 魯玉昆，84歲，中國人民解放軍空軍軍人，軍銜中將，副兵團職離休干部、廣州軍區空軍原副司令員。病逝。 [34]

### 15日
- 張亮聲，63歲，香港桌球名將、花名「化功大師」，著名鄉紳張人龍之子、演員傅聲之兄，跳樓自殺身亡。[35]
- 石井晶，73歲，前日本職業棒球運動員。病逝。[36]
- 高天生，92歲，台灣最後一位臉上保有傳統紋面的男性泰雅族人。[37]
- 邢昆山，99歲, 副軍職離休干部、甘肅省天水軍分區原政委。病逝。[38]

### 16日
- 兼子勳，75歲，日本企業家，日本航空公司前社長，心臟衰竭而死。[39]
- 相原信行，78歲，日本前男子競技體操運動員，群馬縣體操協會名譽副會長。死於肺炎。[40]

### 18日
- 關道毅，92歲，中國金融家，前香港中國聯合銀行董事總經理。於多倫多病逝。[41]

### 19日
- 畢·圖曼（Bert Trautmann），89歲，在1949年至1964年期間效力曼城足球會的德國足球守門員。病逝.[42]

### 20日
- 海倫·湯瑪斯（Helen Amelia Thomas），92歲，美國白宮57年採訪生涯的資深女記者。[43]
- 周开达，80岁，中国工程院院士、水稻育种专家（页面存档备份，存于）
- 王克明，74岁，物理学家，中国科学院院士（页面存档备份，存于）

### 21日
- 豬瀨百合子，65歲，日本東京都知事豬瀨直樹的妻子。病逝。[44]
- 安德烈亞·安東內利（義大利語：Andrea Antonelli），25歲，意大利的摩托車選手，參加在莫斯科舉辦的2013年世界摩托車錦標賽途中意外身亡。[45]
- 菲爾·伍斯南，80歲，前美國男子足球國家隊主教練，死於前列腺癌和阿爾茲海默症。[46]
- 葉潛昭，臺灣律師、前《你我他電視周刊》發行人、前正聲廣播公司總經理、前中央電影公司董事長，死於腦溢血。

### 22日
- 紀弦，101歲，台灣著名詩人，現代派詩歌的倡導者，病逝。[47]
- 丹尼斯·法里納（Dennis Farina），69歲，美國男演員，芝加哥警察出身。死於肺栓塞。[48]

### 23日
- 金鍾學（韓語：김종학），61歲，韓劇知名導演，燒炭自殺身亡。[49]
- 五十嵐丈吉，111歲，日本最長壽男性 (12/6 - 23/7/2013)，死於肺炎。[50]
- 梅津正彥，44歲，日本拳擊教練，死於惡性黑色腫瘤。[51]
- 麥克·莫伍德（Mike Morwood），62歲，澳洲考古學者。死於癌症。[52]
- 郭喜翠，86歲，第二次世界大戰時期的中國前慰安婦，病逝。[53]
- 李易，50歲，著名播音員、配音演員、語言藝術家，死於急性白血病。[54]
- 黃德懋，94歲，中國人民解放軍軍人，原昆明軍區副司令員。病逝。[55]

### 24日
- 加裡.戴維斯(Garry Davis),91歲，美國籍世界公民政府創始人, 病逝.[56]
- 派厄斯·蘭加（Pius Langa），74歲，前南非憲法法院首席法官。[57]
- 李立崴，39歲，台灣知名英語補習班教師和歌手，自殺身亡。[58]

### 25日
- 聖·卡爾·巴傑瓦（Sant Kaur Bajwa），115歲199天，英國最長壽的女性。[59]
- 維吉尼亞·強生（Virginia Johnson）, 88歲, 美國「性學大師」, 病逝.[60]
- 巴納比·傑克（Barnaby Jack）, 35歲, 美國著名電腦黑客, 不明原因病逝.[61]
- 穆罕默德·布拉米 (Mohamed Brahmi), 58歲, 突尼西亞人民陣線黨的創辦人暨領導人, 離開其住所時遭遇槍擊身亡.[62]

### 26日
- 張鴻明，94歲，台灣南管音樂演奏家，大腸癌病逝。[63]
- 孫方友，63歲，中國當代著名的文學筆記體小說作家，被業界譽為"小小說大王"，死於心臟病突發。[64]
- 李永興，80歲，前民族文化宫文娱馆副馆长、民族文化宫娱乐城工会主席，前北京市台球协会副主席兼秘书长，病逝。[65]

### 27日
- 陳克夫，96歲，中國武術家，白鶴派宗師第二代傳人，「白鶴三夫」之一，與已離世的名宿鄺本夫和陸智夫齊名。因急性腎癌在澳門逝世。[66]

### 28日
- 艾琳·布瑞南（Eileen Brennan）, 80歲, 美國女演員, 以1980年電影《小迷糊當大兵》（Private Benjamin）榮獲奧斯卡獎提名. 死於膀胱癌.[67]

### 29日
- 黃金煥，91歲，退役華裔加拿大空軍軍人，軍銜上尉，因癌症於溫哥華病逝。[68]
- 朱天俊，83歲，中國图书馆学家，北京大学信息管理系原教授，因心肌梗塞逝世。 [69]

### 30日
- ，27歲，效力於卡塔爾足球俱樂部的厄瓜多爾籍足球員，心臟衰竭而死。[70]
- 竹內實，90歲，在中國出生的日本學者，從事現代中國研究，京都大學名譽教授。病逝。[71]
- 笑福亭松喬，本名高田敏信，62歲，日本落語家，死於肝癌。[72]
- 安东尼奥·拉马莱茨（Antoni Ramallets），89歲，西班牙前足球門將，曾效力巴塞隆納足球俱樂部，病逝。[73]
- 李正武，97岁，中国科学院院士，核物理学家。[74]

### 31日
- 王作榮，95歲，中華民國政治人物，前監察院長，死於肺炎引發併發症敗血性休克，病逝於台北榮總醫院。[75]
- 平山亨，84歲，日本導演，前東映株式會社監製，曾執導假面騎士系列，死於心律不正。[76]
- 迈克尔·安萨拉（Michael Ansara），91歲，美國演員，曾參與《星艦迷航記》（Star Trek）系列影集演出。[77]